# التجاذب الاختياري
التجاذب الاختياري (بالألمانية: Die Wahlverwandtschaften) الرواية الثالثة للأديب الألماني يوهان فولفغانغ فون غوته، نُشرت للمرة الأولى في العام 1809. عنوان الرواية مأخوذ من مصطلح علمي كيميائي يصف اتحاد الأنواع الكيميائية، استخدم غوته هذه المصطلح ليشبه العلاقات العاطفية والإنسانية به. وفي وقت لاحق، في نهاية القرن التاسع عشر، استخدم عالم الاجتماع الألماني ماكس فيبر مصطلح غوته في أبحاثه في علم الإجتماع.

## وصلات خارجية
| - التجاذب الاختياري، على أرشيف الإنترنت. - التجاذب الاختياري، على مشروع جوتنبرج. - التجاذب الاختياري، على كتب جوجل (الطبعة الأصلية 1809). | - التجاذب الاختياري، على موقع أمازون. - التجاذب الاختياري، على مكتبة جامعة هارفارد. - التجاذب الاختياري، على مكتبة جامعة ميشيغان. |  |